# Baakline
Baakline o Baakleen es una localidad del Líbano, se encuentra dentro de la gobernación del Monte Líbano y pertenece al distrito de Chouf, esta a una distancia de 45 kilómetros de Beirut, la capital del Líbano. La altitud con respecto al mar es de 850 metros, su población es de 17.000 habitantes y su territorio abarca una superficie de 14 kilómetros cuadrados. Fue fundada en el siglo XII por los emires Maan.